# توني دوس
توني دوس (بالإنجليزية: Tony Daws)‏ هو لاعب كرة قدم بريطاني في مركز الهجوم، ولد في 10 سبتمبر 1966 في شفيلد في المملكة المتحدة. لعب مع سكونثورب يونايتد وشيفيلد يونايتد وغريمسبي تاون ونادي ألترينتشام ونادي برادفورد بارك أفنيو ونادي سكاربورو ونادي لينكولن سيتي ونادي هاليفاكس تاون ونوتس كاونتي.

## وصلات خارجية
- توني دوس على موقع قاعدة بيانات كرة القدم.إي يو (الإنجليزية)
- توني دوس على موقع Soccerbase.com (لاعب) (الإنجليزية)